# Los Arenales (Barranca)
Los Arenales es un pueblo peruano ubicado en el distrito de Barranca, perteneciente a la provincia homónima del departamento de Lima, en la costa central del Perú. 

## Ubicación
Los Arenales se ubica al oeste de la provincia de Barranca, en el distrito de Barranca, en el departamento de Lima.

## Demografía
En 2017 Los Arenales tenía una población de 1295 habitantes.